# Curăturile, Vâlcea
Curăturile este o localitate componentă a orașului Băile Govora din județul Vâlcea, Oltenia, România.

 Acest articol despre o localitate din județul Vâlcea este deocamdată un ciot. Puteți ajuta Wikipedia prin completarea lui.